# Połączenie szeregowo-równoległe

Połączenie elementów elektrycznych w obwodzie: a) szeregowym, b) równoległym, c) szeregowo-równoległym

Połączenie szeregowo-równoległe – połączenie składające się z kombinacji połączeń szeregowych i równoległych (zobacz rysunek po prawej stronie).
Dla obliczeń impedancji wypadkowej (zastępczej) w układach szeregowych i równoległych stosuje się odpowiednie, niezbyt skomplikowane wzory. Dla układów szeregowo-równoległych można również obliczyć zastępczą wartość impedancji, niemniej jednak wzory komplikują się proporcjonalnie do złożoności układu. Obliczenie wypadkowej następuje w wyniku stopniowego upraszczania konfiguracji układu poprzez stosowanie odpowiednich wzorów dla dających się łatwo obliczyć części szeregowych lub równoległych. Co prawda mieszany układ przedstawiony na rysunku jest bardzo prosty, jednak aby obliczyć impedancję zastępczą należałoby najpierw obliczyć impedancję (ewentualnie admitancję) części równoległej (tj. rezystor i cewka), a następnie skorzystać ze wzorów dla układów szeregowych i obliczyć wypadkową wartość impedancji dla poprzednio obliczonej impedancji pośredniej oraz szeregowo podłączonego do niej kondensatora.
Obliczenia komplikują się jeszcze bardziej, jeśli w układzie znajduje się połączenie o charakterze mostkowym. Należy wówczas skorzystać ze wzorów transfiguracyjnych (przeliczeniowych) z trójkąta na gwiazdę. Zamiana połączenia z trójkąta na gwiazdę (lub odwrotnie) umożliwia dalsze uproszczenie układu do pojedynczej wartości impedancji zastępczej.